# Морейра, Нуну
Ну́ну Гонса́лу Ро́ша Море́йра (порт. Nuno Gonçalo Rocha Moreira, род. 16 июня 1999, Эшпинью) — португальский футболист, вингер клуба «Васко да Гама».

## Клубная карьера
Морейра — воспитанник клуба «Спортинг». В 2020 году он дебютировал за дублирующий состав. Летом 2021 года Морейра перешёл в «Визела». 6 августа в матче против «Спортинга» он дебютировал в Сангриш лиге. 30 апреля 2022 года в поединке против «Порту» Нуну забил свой первый гол за «Визела».
В 2024 году Морейра перешёл в «Каза Пия». 5 февраля в матче против «Боавишты» он дебютировал за новую команду. 21 апреля в поединке против «Порту» Нуну забил свой первый гол за «Каза Пия».
В начале 2025 года Морейра перешёл в бразильский «Васко да Гама».